# Gran Premio motociclistico della Comunità Valenciana 2004
Il Gran Premio motociclistico della Comunità Valenciana 2004 corso il 31 ottobre, è stato il sedicesimo e ultimo Gran Premio della stagione 2004 e ha visto vincere: la Yamaha di Valentino Rossi nella MotoGP, Daniel Pedrosa nella classe 250 ed Héctor Barberá nella classe 125.
Si tratta dell'ultimo Gran Premio della classe 125 in cui possono guidare piloti senza limiti di età, dal primo GP della stagione successiva viene introdotto il limite massimo dei 27 anni di età.

## MotoGP
Kenny Roberts Jr del team Suzuki, dopo aver disputato la prima sessione di prove, viene sostituito dal collaudatore spagnolo Gregorio Lavilla a causa dei postumi di un infortunio al gomito, che lo aveva costretto a saltare anche le tre gare precedenti.

### Arrivati al traguardo
| Pos. | Nº | Pilota            | Squadra                   | Motocicletta       | Giri | Tempo     | Griglia | Punti |
| ---- | -- | ----------------- | ------------------------- | ------------------ | ---- | --------- | ------- | ----- |
| 1º   | 46 | Valentino Rossi   | Gauloises Fortuna Yamaha  | Yamaha YZR-M1      | 30   | 47:16.145 | 3       | 25    |
| 2º   | 3  | Max Biaggi        | Camel Honda               | Honda RC211V       | 30   | +0.425    | 2       | 20    |
| 3º   | 12 | Troy Bayliss      | Ducati Marlboro           | Ducati Desmosedici | 30   | +3.133    | 6       | 16    |
| 4º   | 15 | Sete Gibernau     | Telefonica Movistar Honda | Honda RC211V       | 30   | +6.128    | 4       | 13    |
| 5º   | 6  | Makoto Tamada     | Camel Honda               | Honda RC211V       | 30   | +7.768    | 1       | 11    |
| 6º   | 4  | Alex Barros       | Repsol Honda              | Honda RC211V       | 30   | +14.675   | 12      | 10    |
| 7º   | 56 | Shin'ya Nakano    | Kawasaki Racing           | Kawasaki ZX-RR     | 30   | +23.315   | 10      | 9     |
| 8º   | 45 | Colin Edwards     | Telefonica Movistar Honda | Honda RC211V       | 30   | +27.441   | 8       | 8     |
| 9º   | 65 | Loris Capirossi   | Ducati Marlboro           | Ducati Desmosedici | 30   | +29.403   | 13      | 7     |
| 10º  | 17 | Norick Abe        | Fortuna Gauloises Tech 3  | Yamaha YZR-M1      | 30   | +31.537   | 15      | 6     |
| 11º  | 66 | Alex Hofmann      | Kawasaki Racing           | Kawasaki ZX-RR     | 30   | +37.951   | 11      | 5     |
| 12º  | 21 | John Hopkins      | Suzuki MotoGP             | Suzuki GSV-R       | 30   | +1:02.014 | 7       | 4     |
| 13º  | 99 | Jeremy McWilliams | MS Aprilia Racing         | Aprilia RS Cube    | 30   | +1:04.637 | 14      | 3     |
| 14º  | 7  | Carlos Checa      | Gauloises Fortuna Yamaha  | Yamaha YZR-M1      | 30   | +1:08.042 | 9       | 2     |
| 15º  | 50 | Neil Hodgson      | D’Antin MotoGP            | Ducati Desmosedici | 30   | +1:09.364 | 18      | 1     |
| 16º  | 24 | Garry McCoy       | MS Aprilia Racing         | Aprilia RS Cube    | 30   | +1:15.022 | 20      |       |
| 17º  | 32 | Gregorio Lavilla  | Suzuki MotoGP             | Suzuki GSV-R       | 30   | +1:15.274 | 19      |       |
| 18º  | 9  | Nobuatsu Aoki     | Proton Team KR            | Proton KR5         | 29   | +1 giro   | 21      |       |
| 19º  | 77 | James Ellison     | WCM                       | Harris WCM         | 29   | +1 giro   | 23      |       |

### Ritirati
| Nº | Pilota         | Squadra                  | Motocicletta       | Giri | Griglia |
| -- | -------------- | ------------------------ | ------------------ | ---- | ------- |
| 19 | Olivier Jacque | Moriwaki Racing          | Moriwaki           | 24   | 22      |
| 69 | Nicky Hayden   | Repsol Honda             | Honda RC211V       | 22   | 5       |
| 35 | Chris Burns    | WCM                      | Harris WCM         | 11   | 25      |
| 33 | Marco Melandri | Fortuna Gauloises Tech 3 | Yamaha YZR-M1      | 10   | 16      |
| 11 | Rubén Xaus     | D’Antin MotoGP           | Ducati Desmosedici | 10   | 17      |

### Non partito
| Nº | Pilota         | Squadra        | Motocicletta | Griglia |
| -- | -------------- | -------------- | ------------ | ------- |
| 80 | Kurtis Roberts | Proton Team KR | Proton KR    | 24      |

## Classe 250

### Arrivati al traguardo
| Pos. | Nº | Pilota          | Squadra                     | Motocicletta | Giri | Tempo     | Griglia | Punti |
| ---- | -- | --------------- | --------------------------- | ------------ | ---- | --------- | ------- | ----- |
| 1º   | 26 | Daniel Pedrosa  | Telefonica Movistar Honda   | Honda        | 27   | 44:10.176 | 1       | 25    |
| 2º   | 24 | Toni Elías      | Fortuna Honda               | Honda        | 27   | +8.086    | 5       | 20    |
| 3º   | 7  | Randy de Puniet | Safilo Carrera - LCR        | Aprilia      | 27   | +27.412   | 4       | 16    |
| 4º   | 21 | Franco Battaini | Campetella Racing           | Aprilia      | 27   | +31.620   | 6       | 13    |
| 5º   | 57 | Chaz Davies     | Aprilia Germany             | Aprilia      | 27   | +34.059   | 10      | 11    |
| 6º   | 10 | Fonsi Nieto     | Repsol - Aspar              | Aprilia      | 27   | +34.784   | 16      | 10    |
| 7º   | 2  | Roberto Rolfo   | Fortuna Honda               | Honda        | 27   | +40.352   | 18      | 9     |
| 8º   | 8  | Naoki Matsudo   | UGT Kurz                    | Yamaha       | 27   | +46.761   | 9       | 8     |
| 9º   | 33 | Héctor Faubel   | Grefusa - Aspar             | Aprilia      | 27   | +46.770   | 13      | 7     |
| 10º  | 25 | Alex Baldolini  | Matteoni Racing             | Aprilia      | 27   | +58.235   | 21      | 6     |
| 11º  | 52 | David de Gea    | Wurth Honda BQR             | Honda        | 27   | +1:03.287 | 12      | 5     |
| 12º  | 12 | Arnaud Vincent  | Equipe GP de France - Scrab | Aprilia      | 27   | +1:05.615 | 20      | 4     |
| 13º  | 96 | Jakub Smrž      | Molenaar Racing             | Honda        | 27   | +1:06.024 | 14      | 3     |
| 14º  | 6  | Alex Debón      | Wurth Honda BQR             | Honda        | 27   | +1:06.858 | 11      | 2     |
| 15º  | 11 | Joan Olivé      | Campetella Racing           | Aprilia      | 27   | +1:10.842 | 15      | 1     |
| 16º  | 41 | Álvaro Molina   | Andulucia Mas Racing        | Aprilia      | 27   | +1:13.946 | 25      |       |
| 17º  | 16 | Johan Stigefelt | Aprilia Germany             | Aprilia      | 27   | +1:14.621 | 22      |       |
| 18º  | 28 | Dirk Heidolf    | Grefusa - Aspar             | Aprilia      | 27   | +1:15.103 | 19      |       |
| 19º  | 43 | Radomil Rous    | UGT Kurz                    | Yamaha       | 27   | +1:40.045 | 27      |       |
| 20º  | 42 | Grégory Leblanc | Leblanc Racing              | Aprilia      | 26   | +1 giro   | 24      |       |
| 21º  | 75 | Hans Smees      | Performance Racing          | Aprilia      | 26   | +1 giro   | 28      |       |
| 22º  | 63 | Jarno Ronzoni   | Freesoul Abruzzo Racing     | Aprilia      | 26   | +1 giro   | 29      |       |

### Ritirati
| Nº | Pilota           | Squadra                     | Motocicletta | Giri | Griglia |
| -- | ---------------- | --------------------------- | ------------ | ---- | ------- |
| 19 | Sebastián Porto  | Repsol - Aspar              | Aprilia      | 18   | 2       |
| 50 | Sylvain Guintoli | Campetella Racing           | Aprilia      | 18   | 17      |
| 64 | Frederik Watz    | Castrol-Honda Kiefer Racing | Honda        | 17   | 26      |
| 44 | Tarō Sekiguchi   | NC World Trade              | Yamaha       | 14   | 23      |
| 51 | Alex De Angelis  | Aprilia Racing              | Aprilia      | 3    | 3       |
| 54 | Manuel Poggiali  | MS Aprilia                  | Aprilia      | 1    | 8       |

### Squalificato
| Pilota         | Squadra                   | Motocicletta | Griglia |
| -------------- | ------------------------- | ------------ | ------- |
| Hiroshi Aoyama | Telefonica Movistar Honda | Honda        | 7       |

### Non partiti
| Nº | Pilota        | Squadra                     | Motocicletta |
| -- | ------------- | --------------------------- | ------------ |
| 9  | Hugo Marchand | Equipe GP de France - Scrab | Aprilia      |
| 36 | Erwan Nigon   | Freesoul Abruzzo Racing     | Aprilia      |

### Non qualificato
| Nº | Pilota         | Squadra        | Motocicletta |
| -- | -------------- | -------------- | ------------ |
| 88 | Gergő Talmácsi | NC World Trade | Yamaha       |

## Classe 125

### Arrivati al traguardo
| Pos. | Nº | Pilota            | Squadra              | Motocicletta | Giri | Tempo     | Griglia | Punti |
| ---- | -- | ----------------- | -------------------- | ------------ | ---- | --------- | ------- | ----- |
| 1º   | 3  | Héctor Barberá    | Seedorf Racing       | Aprilia      | 24   | 40:45.283 | 2       | 25    |
| 2º   | 34 | Andrea Dovizioso  | Kopron Team Scot     | Honda        | 24   | +0.761    | 1       | 20    |
| 3º   | 19 | Álvaro Bautista   | Seedorf Racing       | Aprilia      | 24   | +0.979    | 11      | 16    |
| 4º   | 22 | Pablo Nieto       | Master - Repsol      | Aprilia      | 24   | +1.285    | 14      | 13    |
| 5º   | 33 | Sergio Gadea      | Master - Repsol      | Aprilia      | 24   | +1.338    | 5       | 11    |
| 6º   | 15 | Roberto Locatelli | Safilo Carrera - LCR | Aprilia      | 24   | +3.708    | 7       | 10    |
| 7º   | 23 | Gino Borsoi       | Globet.com Racing    | Aprilia      | 24   | +8.782    | 4       | 9     |
| 8º   | 24 | Simone Corsi      | Kopron Team Scot     | Honda        | 24   | +12.425   | 13      | 8     |
| 9º   | 14 | Gábor Talmácsi    | Semprucci Malaguti   | Malaguti     | 24   | +12.515   | 10      | 7     |
| 10º  | 21 | Steve Jenkner     | Rauch Bravo          | Aprilia      | 24   | +16.655   | 9       | 6     |
| 11º  | 54 | Mattia Pasini     | Safilo Carrera - LCR | Aprilia      | 24   | +19.936   | 15      | 5     |
| 12º  | 6  | Mirko Giansanti   | Matteoni Racing      | Aprilia      | 24   | +20.076   | 25      | 4     |
| 13º  | 10 | Julián Simón      | Angaia Racing        | Honda        | 24   | +20.127   | 8       | 3     |
| 14º  | 12 | Thomas Lüthi      | Elit Grand Prix      | Honda        | 24   | +31.001   | 17      | 2     |
| 15º  | 32 | Fabrizio Lai      | Metis Gilera Racing  | Gilera       | 24   | +38.040   | 12      | 1     |
| 16º  | 37 | Michele Pirro     | Rauch Bravo          | Aprilia      | 24   | +39.610   | 28      |       |
| 17º  | 45 | Lorenzo Zanetti   | Sterilgarda Racing   | Aprilia      | 24   | +39.951   | 21      |       |
| 18º  | 88 | Michael Ranseder  | Red Bull KTM Junior  | KTM          | 24   | +45.884   | 36      |       |
| 19º  | 70 | Julián Miralles   | MIR Racing           | Aprilia      | 24   | +46.171   | 33      |       |
| 20º  | 42 | Gioele Pellino    | Abruzzo Racing       | Aprilia      | 24   | +46.357   | 32      |       |
| 21º  | 25 | Imre Tóth         | Team Hungary         | Aprilia      | 24   | +46.403   | 26      |       |
| 22º  | 59 | Nicolás Terol     | Globet.com Racing    | Aprilia      | 24   | +46.803   | 24      |       |
| 23º  | 66 | Vesa Kallio       | Team Hungary         | Aprilia      | 24   | +56.536   | 31      |       |
| 24º  | 57 | Aleix Espargaró   | Racc Caja Madrid     | Honda        | 24   | +56.557   | 29      |       |
| 25º  | 43 | Manuel Hernández  | Team Hernandez       | Aprilia      | 24   | +59.931   | 22      |       |
| 26º  | 71 | Enrique Jerez     | TMR Competicion      | Honda        | 24   | +1:02.191 | 34      |       |
| 27º  | 28 | Jordi Carchano    | Matteoni Racing      | Aprilia      | 24   | +1:02.284 | 35      |       |

### Ritirati
| Nº | Pilota            | Squadra                  | Motocicletta | Giri | Griglia |
| -- | ----------------- | ------------------------ | ------------ | ---- | ------- |
| 48 | Jorge Lorenzo     | Caja Madrid Derbi Racing | Derbi        | 14   | 3       |
| 27 | Casey Stoner      | Red Bull KTM             | KTM          | 14   | 6       |
| 26 | Dario Giuseppetti | Elit Grand Prix          | Honda        | 9    | 19      |
| 16 | Raymond Schouten  | Molenaar Racing          | Honda        | 6    | 37      |
| 36 | Mika Kallio       | Red Bull KTM             | KTM          | 5    | 20      |
| 8  | Manuel Manna      | Semprucci Malaguti       | Malaguti     | 5    | 30      |
| 31 | Max Sabbatani     | Ajo Motorsport           | Honda        | 2    | 38      |
| 52 | Lukáš Pešek       | Ajo Motorsport           | Honda        | 1    | 16      |
| 7  | Stefano Perugini  | Metis Gilera Racing      | Gilera       | 1    | 27      |
| 47 | Ángel Rodríguez   | Caja Madrid Derbi Racing | Derbi        | 0    | 23      |
| 50 | Andrea Ballerini  | Abruzzo Racing           | Aprilia      | 0    | 18      |

### Non qualificata
| Nº | Pilota           | Squadra       | Motocicletta |
| -- | ---------------- | ------------- | ------------ |
| 9  | Markéta Janáková | Angaia Racing | Honda        |